# Chrysallida interstincta
Chrysallida interstincta är en snäckart som först beskrevs av J. Adams 1797.  Chrysallida interstincta ingår i släktet Chrysallida, och familjen Pyramidellidae. Arten har ej påträffats i Sverige.